# Вејкфилд (округ Ферфакс, Вирџинија)
Вејкфилд (енгл. Wakefield, Fairfax County) насељено је место без административног статуса у америчкој савезној држави Вирџинија.

## Демографија
По попису из 2010. године број становника је 11.275.
| Група             | 2000.    | 2010.         |
| Белци             | 0 (0,0%) | 8.064 (71,5%) |
| Афроамериканци    | 0 (0,0%) | 250 (2,2%)    |
| Азијати           | 0 (0,0%) | 1.870 (16,6%) |
| Хиспаноамериканци | 0 (0,0%) | 821 (7,3%)    |
| Укупно            | 0        | 11.275        |